# Ifigenia la Aulis
Ifigenia în Aulis sau Ifigenia la Aulis (în greacă veche Ἰφιγένεια ἐν Αὐλίδι, transliterat: Īphigéneia en Aulídi; tradus diferit, inclusiv în limba latină ca Iphigenia in Aulide) este ultima dintre lucrările existente ale dramaturgului Euripide. Scrisă între 408, după Oreste, și 406 î.Hr., anul morții lui Euripide, piesa a fost jucată pentru prima dată în anul următor într-o trilogie cu Bachantele și Alcmeon în Corint de fiul sau nepotul său, Euripide cel Tânăr și a câștigat primul loc la festivalul Dionysia⁠(d) din Atena.
Are loc înainte de începerea războiului troian. Ifigenia în Aulis se învârte în jurul rezistenței puternice a Clitemnestrei la decizia soțului ei, Agamemnon, conducătorul coaliției grecești înainte și în timpul războiului troian, de a-și sacrifica și ucide în mod ritualic fiica, pe Ifigenia, pentru a o liniști pe zeița Artemis. Acest lucru ar permite trupelor sale să-și păstreze onoarea pentru a lupta și, în cele din urmă, să jefuiască Troia, acțiuni care ar avea ca rezultat uciderea tuturor oamenilor din Troia și înrobirea tuturor femeilor acesteia de către Agamemnon și greci. Aceste din urmă evenimente sunt esențiale pentru mai multe tragedii grecești, cum ar fi Hecuba și Troienele de Euripide sau piesa Agamemnon de Eschil (prima piesă din trilogia sa Oresteia⁠(d)).
Conflictul din Ifigenia în Aulis se concentrează îndeaproape și pe rezistența inițială a Ifigeniei la ideea de a muri/a fi ucisă și pe relația ei cu tatăl ei Agamemnon și, într-o măsură mai mică, cu tânărul Ahile, care este atras în această situație de Agamemnon. În plus, cunoscut foarte bine de publicul atenian care a asistat la punerea în scenă a piesei ar fi fost și faptul că după acțiunile lui Agamemnon, la sfârșitul războiului, acesta va fi ucis la întoarcerea acasă de soția sa, Clitemnestra, care, la rândul ei, va fi ucisă de fiul ei, Oreste, pentru a-și răzbuna tatăl. Toate acestea apar în Ifigenia în Aulis.

## Context
Flota greacă așteaptă la Aulis, în Beoția, cu navele sale gata să navigheze spre Troia, dar nu poate pleca din cauza unei lipse ciudate a vântului. După ce s-au consultat cu clarvăzătorul Calchas⁠(d), conducătorii greci află că nu este o simplă anomalie meteorologică, ci mai degrabă voința zeiței Artemis, care a oprit vânturile pentru că Agamemnon a jignit-o.
Calchas îl informează pe general că, pentru a o liniști pe zeiță, trebuie să-și sacrifice fiica cea mare, Ifigenia. Agamemnon, în ciuda ororii sale, trebuie să ia în considerare acest lucru cu seriozitate, deoarece trupele sale adunate, care au așteptat pe plajă și sunt din ce în ce mai neliniștite, se pot răzvrăti dacă pofta de sânge nu este satisfăcută. El îi trimite un mesaj soției sale, Clitemnestra, spunându-i să o trimită pe Ifigenia la Aulis sub pretextul că fata urmează să se căsătorească cu războinicul grec Ahile înainte ca acesta să pornească la luptă.

## Rezumat
La începutul piesei, Agamemnon are două gânduri în legătură cu ducerea până la capăt a sacrificiului și, cu remușcări, îi trimite un al doilea mesaj soției sale, în care îi spune să ignore primul mesaj. Cu toate acestea, Clitemnestra nu-l primește niciodată, deoarece este interceptat de Menelau, fratele lui Agamemnon, care se înfurie din cauza schimbării inimii lui Agamemnon.
Pentru Menelau, aceasta nu este doar o lovitură personală (deoarece soția sa, Elena, a fugit cu prințul troian Paris și recuperarea sa este principalul pretext al războiului), dar știe că se poate ajunge la o revoltă și la căderea conducătorilor greci care ar realiza că generalul lor și-a pus familia mai presus de mândria lor de soldați.
Frații dezbat problema și, în cele din urmă, fiecare îi schimbă aparent părerea celuilalt. Menelau este aparent convins că ar fi mai bine să desființeze armata greacă decât să-și ucidă nepoata, dar Agamemnon este acum gata să îndeplinească sacrificiul, susținând că armata îi va asalta palatul de la Argos și îi va ucide întreaga familie dacă nu o va face. În acest moment, Clitemnestra este deja pe drumul spre Aulis cu Ifigenia și fratele ei Oreste, ceea ce va face și mai dificilă decizia cum să procedeze.

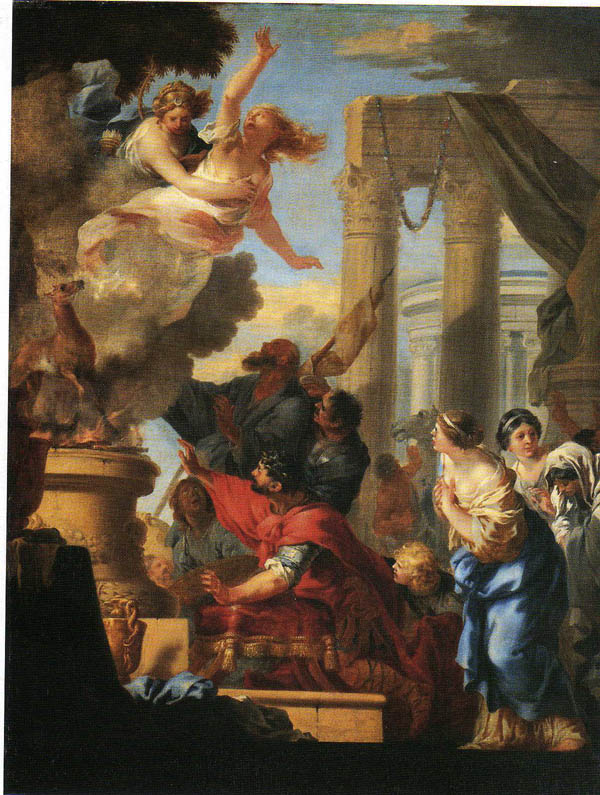
Sacrificiul Ifigeniei (1653) de Sébastien Bourdon

Ifigenia este încântată de perspectiva de a se căsători cu unul dintre marii eroi ai armatei grecilor, dar ea, mama ei și viitorul mire descoperă curând care este adevărul. Furios că a fost folosit doar ca recuzită în planul lui Agamemnon, Ahile jură că o va apăra pe Ifigenia, inițial mai mult în scopul propriei sale onoare decât pentru a o salva pe fata nevinovată. Cu toate acestea, când încearcă să-i adună pe greci împotriva sacrificiului, află că „întreaga Grecie” – inclusiv mirmidonii de sub comanda sa personală – cer ca dorințele lui Agamemnon să fie îndeplinite și abia scapă de a fi ucis cu pietre.
Clitemnestra și Ifigenia încearcă în zadar să-l convingă pe Agamemnon să se răzgândească, dar generalul crede că nu are de ales. În timp ce Ahile se pregătește să o apere pe Ifigenia cu forța, aceasta, realizând că nu mai are nicio speranță de scăpare, îl roagă pe Ahile să nu-și piardă viața într-o cauză fără succes. În ciuda protestelor mamei sale și a admirației lui Ahile, ea este de acord cu sacrificiul ei, declarând că ar prefera să moară eroic, ca salvatoare a Greciei, decât să fie târâtă fără voința ei la altar. Conducând corul cu un imn în cinstea zeiței Artemis, ea merge spre moarte, în timp ce mama ei Clitemnestra este atât de tulburată încât prevestește uciderea soțului ei și matricidul lui Oreste ani mai târziu.
Piesa, așa cum s-a păstrat în manuscrise, se încheie cu un mesager care apare și dezvăluie că Ifigenia a fost înlocuită pe altar cu o căprioară. Cu toate acestea, se consideră în general că aceasta nu este o parte autentică a textului original scris de Euripide. „Frederick Apthorp Paley⁠(d) este de acord cu Richard Porson⁠(d) că restului piesei după ieșirea Ifigeniei [liniile 1510 până la sfârșitul piesei] ca fiind opera unui interpolator”. Un fragment al piesei poate indica faptul că Artemis pare să o consoleze pe Clitemnestra și s-o asigure că fiica ei nu a fost sacrificată până la urmă. Dacă aceasta este o referință care a supraviețuit despre finalul original al lui Euripide, acel final nu există.

## Mituri asociate
Primele versuri ale Corului (femeile din Chalkis) sunt următoarele:
„Pe plaja de nisip de la Aulis am ajuns după o călătorie prin mareele lui Euripos, părăsind Chalkisul prin strâmtoarea sa îngustă, cetatea mea care hrănește apele faimoasei Arethusa, lângă mare...”
Despre mitul fântânii Arethusa:
Despre „Fântâna siciliană Arethusa... se credea că avea o comunicare subterană cu râul Alpheus, din Peloponez. După Pausanias, Alpheus a fost un vânător pasionat care s-a îndrăgostit de nimfa Arethusa, dar aceasta a fugit de el pe insula Ortygia,⁠(d) lângă Siracuza, unde s-a transformat într-o fântână. Apoi Alpheus a devenit un râu, care curge din Peloponez pe sub mare în Ortygia, unde și-a unit apele cu cele ale fântânii Arethusa. Această poveste este relatată oarecum diferit de Ovidiu. O nimfă frumoasă, când se scălda în râul Alpheus din Arcadia, a fost surprinsă și urmărită de zeu, dar zeiței Artemis i s-a făcut milă de ea și a schimbat-o într-o fântână, care se scurgea sub pământ spre insula Ortygia.”

## Influențe culturale
Piesa a inspirat tragedia Iphigénie (1674) a lui Jean Racine și a stat la baza mai multor opere din secolul al XVIII-lea, care au folosit librete care s-au inspirat atât din versiunea lui Euripede, cât și din versiunea lui Racine și a avut diverse variante intriga. 
Cel mai vechi libret existent este al lui Christian Heinrich Postel⁠(d), Die wunderbar errettete Iphigenia (Ifigenia minunat salvată), după care Reinhard Keizer⁠(d) a creat o piesă muzicală în 1699. 
Cel mai popular libret a fost Ifigenia în Aulide de Apostolo Zeno⁠(d) (1718), piese muzicale au fost create de compozitorii Antonio Caldara (în 1718), Giuseppe Maria Orlandini⁠(d) (1732), Giovanni Porta⁠(d) (1738), Nicola Porpora⁠(d) (1735), Girolamo Abos⁠(d) (1752), Giuseppe Sarti⁠(d) (1777), Angelo Tarchi (1785) și Giuseppe Giordani⁠(d) (1786). 
Printre alte librete se numără Ifigenia de Matteo Verazi (piesă muzicală de Niccolò Jommelli⁠(d), în 1751), cea a lui Vittorio Amadeo Cigna-Santi (piese muzicale de Ferdinando Bertoni⁠(d), 1762 și Carlo Franchi, 1766), cea a lui Luigi Serio (piesă muzicală de Vicente Martín y Soler⁠(d), 1779 și Alessio Prati, 1784) și cel al lui Ferdinando Moretti (piese muzicale de Niccolò Antonio Zingarelli⁠(d), 1787 și Luigi Cherubini, 1788). Cu toate acestea, cea mai cunoscută operă de astăzi este Iphigénie en Aulide (Ifigenia în Aulida, 1774) a lui Christoph Willibald Gluck  după un livret de François-Louis Gand Le Bland Du Roullet.
Ifigenia în Aulis a avut o influență semnificativă asupra artei moderne. Regizorul grec Michael Cacoyannis și-a bazat filmul din 1977 Ifigenia (cu Irene Papas în rolul Clitemnestrei) pe opera lui Euripide. Ca și în lucrarea lui Euripide, sfârșitul filmului este lăsat ambiguu în mod deliberat.
Piesa a fost, de asemenea, baza pentru romanul din 2003 The Songs of the Kings (Cântarea regilor) scris de Barry Unsworth⁠(d), precum și pentru cantata P. D. Q. Bach⁠(d) Ifigenia în Brooklyn. Neil LaBute⁠(d) s-a inspirat foarte mult din povestea Ifigeniei pentru piesa sa scurtă Iphigenia in Orem⁠(d), una din cele trei piese întunecate din seria Bash.
Piesa multimedia din 2004 a dramaturgului latino-american Caridad Svich⁠(d), Iphigenia Crash Land Falls on the Neon Shell That Was Once Her Heart (a rave fable) este publicată în revista internațională de teatru TheatreForum și, de asemenea, în antologia Divine Fire: Eight Contemporary Plays Inspired by the Greeks publicată în 2005 de BackStage Books. Piesa rescrie povestea Ifigeniei în și în jurul orașului Ciudad Juárez și al feminicidului din Juárez.
Charles L. Mee⁠(d), un dramaturg american, a adaptat textul pentru teatrul modern prin proiectul său, „The Re-Making Project”. Piesa Iphigenia 2.0 de Mee, care a fost inspirată de Ifigenia în Aulis  de Euripide, încorporează câteva texte ale unor autori ca Alan Stuart-Smyth, Jim Graves, Jim Morris, Gaby Bashan, Richard Holmes, Richard Heckler⁠(d), Dave Grossman, Wilfred Owen și Anthony Swofford. Premiera mondială din New York a versiunii lui Mee a fost produsă inițial de Signature Theatre Company și a fost descrisă în recenzia New York Times ca o „versiune cu mândrie infidelă și destul de plictisitoare a piesei lui Euripide, Ifigenia în Aulis.”
Regizorul grec Yorgos Lanthimos și-a bazat vag filmul din 2017 Uciderea cerbului sacru pe povestea lui Agamemnon.
Image Comics a plănuit o versiune grafică a piesei care urma să fie lansată în mai 2022, scrisă de Edward Einhorn⁠(d) și cu artă de Eric Shanower⁠(d).

## Traduceri
- Jane Lumley⁠(d) (1537–1578), cca. 1555 (publicat pentru prima dată în 1909)
- Robert Potter, 1781 – versuri
- T. A. Buckley, 1850 – proză[28]
- Edward Philip Coleridge, 1891 – proză[29]
- Arthur Way, 1912 – versuri
- Florence M. Stawell, 1929 – versuri
- Moses Hadas și John McLean, 1936 - proză[30]
- Charles R. Walker, 1958[31]
- W. S. Merwin și George E. Dimock Jr., 1978 – versuri
- Paul Roche⁠(d), 1998 – versuri. Euripide: Zece piese de teatru (Signet)
- Mary-Kay Gamel, 1999 – proză
- James Morwood⁠(d), 2002 – versuri
- Don Taylor, 2004
- George Theodoridis, 2007[32]
- Edward Einhorn⁠(d), 2013[33]
- Anne Lill⁠(d), 2013 - în limba estonă, a primit premiul Alexander Kurtna[34]
- Nicolas Billon⁠(d) și Roger Beck, 2010
- Christopher Collard & James Morwood⁠(d), 2017 – vers
- Andy Hinds, cu Martine Cuypers 2017[35]
- Brian Vinero, 2018 – versuri[36]
- Rachel Hadas, 2018 - versuri[37]
- Alexandru Pop - în limba română[5]

## În limba română
La 17 martie 1966 a avut loc premiera piesei la Teatrul Național din Cluj-Napoca în regia lui Vlad Mugur după o traducere de Alexandru Pop. Asistent de regie a fost Zoe Anghel Stanca, decorul și costumele au fost create de Jules Perahim, cu muzică de Pascal Bentoiu. Rolurile au fost interpretate de Sergiu Anghel (ca Oreste), Silvia Cailean, Aurelia Crișan, Any Giurumia, Iudith Hirsch, Teodora Mazanitis - Fugaru, Liliana Welther (Corul), Valentino Dain (ca Agamemnon), Silvia Ghelan (Clitemnestra), Mihail Lapteș Dorna (ca un bătrân, Ligia Moga (ca al doilea corifeu, George Motoi (ca Ahile), Gheorghe Nuțescu (ca Menelaos), Silvia Popovici (ca Ifigenia), Ștefan Sileanu (ca Vestitorul), Melania Ursu (ca Primul corifeu).
În 1968, Ioan Chindriș a adaptat piesa Ifigenia în Aulis pentru teatru radiofonic cu echipa Teatrului Național din Cluj-Napoca.